# カップメシ
カップメシは、日清食品が製造・販売しているインスタント食品の1シリーズである。熱湯を注いで待つだけで調理できる加工米飯であり、原材料として全ての商品に米（基本的に国産米が使用される）が入っている。
キャッチフレーズは「熱湯5分でコメリシャス!」。

## 概略
前身は2013年9月2日発売の「日清カップカレーライス」で、2014年2月28日に日本食糧新聞社「第32回食品ヒット大賞」で “優秀ヒット賞” を受賞。カレーライスではないとのクレームから、2014年4月に「カレーメシ」へとリニューアルした。
当初は日清GoFanや日清カップヌードルごはんと同様に、水を注ぎ入れた後に電子レンジで加熱調理する方式を採用していた。2016年8月の商品リニューアルでカップヌードルなどと同様の湯かけ方式にしたところ、年間売り上げがそれまでの2倍になった。以来、こちらの調理方式が採用されている。
カレーメシのヒットとともに味のバリエーションも増え、カレー味以外の種類も含めた全体を日清食品は「カップメシ」と称している。
遊び心のある販促方法・パッケージデザインを掲げており、2018年9月には「AIが考えたカレーメシ」、2019年1月には「カップヌードル カレー味のカレーメシ」である「日清カレーメシ カップヌードルカレー味」を発売した。2020年にはカレーメシのセールスポイントを「どうでもいい」、「とにかくかっこいいCMを作りたかった」とするテレビCM「汁無野郎篇」を放送した。
その他、『アイドルマスター シンデレラガールズ』『ホロライブ』『ゾンビランドサガ』『ゆるキャン△』『HoneyWorks』等とのコラボCMが作られている。
派生種として「完全メシ」シリーズがある。2022年5月から発売された同シリーズは「日本人の食事摂取基準」に基づいて設定された33種類の栄養素を取り入れ、おいしさだけでなく、栄養のバランスも考慮に入れた商品群で、カップメシ以外にも袋めん、スムージー、おにぎりなどがシリーズ品としてラインナップされている。

## おもな商品一覧

### カレーメシ

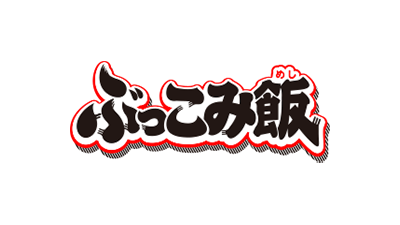
ぶっこみ飯のロゴ

- カレーメシ ビーフ
- ハヤシメシ デミグラス
- キーマカレーメシ スパイシー
- バターチキン カレーメシ まろやか
- スパイスカレー カレーメシ おしゃれチキン
- 58%カレーメシ ビーフ - 従来品の58%の内容量であり、おにぎり1個分の米が入っている。
- 新宿中村屋監修 カリーメシ インドカリー
- カレーメシ シーフード - 一度終売した後、2022年2月に復活[12]。
- カレーメシ マッサマン 甘辛スパイシー

### ぶっこみ飯
- カップヌードル ぶっこみ飯
- カップヌードル シーフードヌードル ぶっこみ飯
- チキンラーメン ぶっこみ飯
- カップヌードル 鶏白湯 ぶっこみ飯

### ウマーメシ
- ウマーメシ シビうま担々
- ウマーメシ メキシカンチリ
- ウマーメシ 麻辣火鍋飯

### オシャーメシ
- オシャーメシ トマトのスープごはん
- オシャーメシ 酸辣湯のスープごはん

### 有名店シリーズ
- 立川マシマシ ウマ汁こってりマシライス
- AFURI ゆず塩阿夫利メシ 冬の、まろ味

### その他
- カップヌードル 謎肉キムチ牛丼
- 麺屋一燈 濃厚魚介鶏白湯飯（ローソン限定）
- 蒙古タンメン中本 辛旨飯（セブンプレミアム）
- すみれ 札幌濃厚みそ飯（セブンプレミアム）
- けやき 札幌味噌飯（ファミリーマート限定）
- 炎メシ 辛うまユッケジャン

## 過去に販売されていた商品

### カレーメシ
- スパイシーカレーメシ チキン
- 欧風カレーメシ バター&ビーフ
- トマトチキンカレーメシ AIが考えた
- カレーメシ カップヌードルカレー味
- 麻婆カレーメシ トレンディ
- 和風だしカレーメシ JAPAN

### ぶっこみ飯
- カップヌードル 味噌 ぶっこみ飯
- カップヌードル 旨辛豚骨 ぶっこみ飯
- チキンラーメン アクマのキムラー ぶっこみ飯

### 日本めし
- 日本めし スキヤキ牛めし
- 日本めし 焼き鳥ちゃんこめし
- 日本めし 鶏つくね豚汁めし

### ウマーメシ
- ウマーメシ 豚キムチチゲ
- ウマーメシ 台湾まぜ飯
- ウマーメシ ユッケジャン

### 有名店シリーズ
- AFURI ゆず塩阿夫利メシ オシャンティ
- AFURI 柚子辣湯阿夫利メシ オシャンティ
- AFURI 柚子辛紅阿夫利メシ 覚醒
- オーベルジーヌ監修 欧風カレー

### その他
- カップヌードル 謎肉丼
- カップヌードル 謎肉牛丼
- けやき 濃厚札幌味噌飯（ファミリーマート限定）
- ロイタイ グリーンカレーライス（カルディコーヒーファーム限定）

### テレビCM

#### 主な出演者
（　）は出演しているCMの商品名。★は出演している架空のキャラクター。特別表記がないものはカップメシ総合CMの出演者。

##### 出演中
※2025年7月情報。
- 吉田沙保里（カレーメシ「ギネス世界記録 篇」「ギネス世界記録 篇 ひふみん」2025年7月-）
- マクミラン舞（カレーメシ「ギネス世界記録 篇」「ギネス世界記録 篇 ひふみん」2025年7月-）
- 加藤一二三（カレーメシ「ギネス世界記録 篇」「ギネス世界記録 篇 ひふみん」2025年7月-）
- 大川成美（カレーメシ「ギネス世界記録 篇」「ギネス世界記録 篇 ひふみん」2025年7月-）※大川の出演は30秒バージョンのみ

##### 過去の出演者
- キュートン（カレーメシ）
- 木村佳代[注釈 1]、サンシャイン池崎（完全メシ）
- ハリウッドザコシショウ（カレーメシ）
- ゆめっち（オシャーメシ）
- ナダル（カレーメシ）
- ルー大柴（カレーメシ）
- くっきー!（カレーメシ）
- いか八朗（カレーメシ）
- 大澄賢也（カレーメシ）
- アバンギャルディ(台湾メシ)
- 北野武（完全メシ）
- そろ谷のアニメっち（カレーメシ）